# 西条城 (阿波国)
西条城（さいじょうじょう）は、徳島県阿波市吉野町西条にあった日本の城。別名は西条東城、戎城、西城。

## 概要
貞和2年（1346年）に秋月城の支城として築城。長宗我部元親によって滅ぼされた勝瑞城と運命を共に落城した。
天正13年（1585年）に蜂須賀家政が阿波国に入国し、阿波九城のひとつとして整備された。森監物が城代（支城主）として入り、5500石の石高を有した。その後寛永15年（1638年）、一国一城令によって廃城となった。
城跡は、後世の開墾により不明であるが、明治期に作成された地籍図などから、方形の居館であったことが窺える。現在では「天守台」と呼ばれる高さ6メートルほどの小丘に、城跡を示す石碑と森監物をまつる小さな祠がある。